# Mid Valley Megamall
 (juillet 2024).
Si vous disposez d'ouvrages ou d'articles de référence ou si vous connaissez des sites web de qualité traitant du thème abordé ici, merci de compléter l'article en donnant les références utiles à sa vérifiabilité et en les liant à la section « Notes et références ».
 (juillet 2024).
La mise en forme du texte ne suit pas les recommandations de Wikipédia : il faut le « wikifier ».
Les points d'amélioration suivants sont les cas les plus fréquents. Le détail des points à revoir est peut-être précisé sur la page de discussion.
- Les titres sont pré-formatés par le logiciel. Ils ne sont ni en capitales, ni en gras.
- Le texte ne doit pas être écrit en capitales (les noms de famille non plus), ni en gras, ni en italique, ni en « petit »…
- Le gras n'est utilisé que pour surligner le titre de l'article dans l'introduction, une seule fois.
- L'italique est rarement utilisé : mots en langue étrangère, titres d'œuvres, noms de bateaux, etc.
- Les citations ne sont pas en italique mais en corps de texte normal. Elles sont entourées par des guillemets français : « et ».
- Les listes à puces sont à éviter, des paragraphes rédigés étant largement préférés. Les tableaux sont à réserver à la présentation de données structurées (résultats, etc.).
- Les appels de note de bas de page (petits chiffres en exposant, introduits par l'outil «  Source ») sont à placer entre la fin de phrase et le point final[comme ça].
- Les liens internes (vers d'autres articles de Wikipédia) sont à choisir avec parcimonie. Créez des liens vers des articles approfondissant le sujet. Les termes génériques sans rapport avec le sujet sont à éviter, ainsi que les répétitions de liens vers un même terme.
- Les liens externes sont à placer uniquement dans une section « Liens externes », à la fin de l'article. Ces liens sont à choisir avec parcimonie suivant les règles définies. Si un lien sert de source à l'article, son insertion dans le texte est à faire par les notes de bas de page.
- La présentation des références doit suivre les conventions bibliographiques. Il est recommandé d'utiliser les modèles {{Ouvrage}}, {{Chapitre}}, {{Article}}, {{Lien web}} et/ou {{Bibliographie}}. Le mode d'édition visuel peut mettre en forme automatiquement les références.
- Insérer une infobox (cadre d'informations à droite) n'est pas obligatoire pour parachever la mise en page.

Pour une aide détaillée, merci de consulter Aide:Wikification.
Si vous pensez que ces points ont été résolus, vous pouvez retirer ce bandeau et améliorer la mise en forme d'un autre article.
 (juillet 2024).
Mid Valley Megamall est un complexe de 4,5 millions de pieds carrés (420 000 m²) comprenant un centre commercial, des immeubles de bureaux, 30 bureaux spécialisés et 2 hôtels situés à Kuala Lumpur, en Malaisie. Le centre a ouvert ses portes en novembre 1999. Mid Valley est également relié à un autre centre commercial important, The Garden
Mid Valley Megamall compte 430 espaces commerciaux répartis sur cinq niveaux et demi, dont cinq locataires principaux : ÆON BiG, ÆON, Golden Screen Cinemas, Metrojaya et Harvey Norman. Il abrite 21 salles de cinéma, un centre de bowling ultramoderne, un centre informatique à guichet unique, deux aires de restauration et un grand magasin MPH Bookstores.
En outre, Mid Valley dispose d'un centre de convention de 48 300 pieds carrés (4 500 m²) adjacent à l'hôtel Cititel de 646 chambres et d'un immeuble de bureaux de 11 étages comprenant 30 bureaux spécialisés. Un deuxième hôtel, Boulevard, de 390 chambres, a ouvert ses portes à la mi-2005. Mid Valley Megamall est un élément clé de Mid Valley City, l'un des plus grands projets de développement urbain du pays, et a reçu le Best Shopping Complex Award 2000 de Tourism Malaysia et le Best Retail Development Award 2001 de FIABCI Malaysia. À ce titre, il est devenu une attraction touristique majeure en Malaisie.
Le centre commercial est relié à la station Mid Valley, une station de Komuter KTM sur la ligne Rawang-Seremban, à un arrêt de Kuala Lumpur Sentral. 
Mid Valley est également un centre important pour le système de bus RapidKL.

## Incident
Le 30 mai 2017, un incendie s'est déclaré au deuxième étage de Megamall à 20h20 heure locale. Le service malaisien d'incendie et de secours a réussi à l'éteindre à 20h52. Une enquête ultérieure a permis d'établir que la cause de l'incendie était un télécopieur défectueux.
Le 17 mai 2023, un incendie provenant de l'huile de refroidissement d'un transformateur électrique (TNB) s'est déclaré. L'incendie s'est déclaré vers 10h00-10h30, a été maîtrisé à 12h07 et complètement éteint à 12h44.

## Transport
Le centre commercial est accessible depuis la station KB01 Mid Valley KTM Komuter de Keretapi Tanah Melayu et la station KJ17 Abdullah Hukum LRT, avec une future passerelle piétonne reliant Gardens Mall à travers KL Eco City.

## Transport en autobus
- BUS

T788 Ligne de bus : Station LRT University - Mid Valley Megamall - University Malaya (Masjid Ar-Rahman) Emplacement de l'arrêt de bus : North Court
T790 Ligne de bus : LRT Taman Paramount - Jaya One - LRT Universiti - Mid Valley Megamall Emplacement de l'arrêt de bus : North Court
781 Ligne de bus : Pasar Seni - Brickfields - Mid Valley Megamall - Station LRT Kerinchi Emplacement de l'arrêt de bus : North Court
822 Ligne de bus : Pasar Seni - LRT Bangsar - Mid Valley Megamall - Bangsar Village - Bangsar Shopping Center Emplacement de l'arrêt de bus : South Court
T817 Ligne de bus: MRT Pusat Bandar Damansara - Bukit Bandaraya - Mid Valley Megamall Emplacement de l'arrêt de bus : South Court

## Anecdote
- On dit que le centre commercial bénéficie d'un bon feng shui en raison de son toit d'atrium en forme de bagua.
- Il y a un temple hindou, le temple Sri Devi Shakti, qui est relié au centre commercial dans sa zone sud-est.